# 夏の思い出きっぷ
夏の思い出きっぷ（なつのおもいできっぷ）は、2008年に期間限定で九州旅客鉄道（JR九州）が企画・発売していた特別企画乗車券である。

## 概説
発売期間は2008年7月30日 - 8月31日、有効日は2008年8月30日と31日の2日間のみで、値段は10,000円。
JR九州内の九州新幹線を含むすべての特急列車、普通列車全列車の普通車自由席に乗車することが出来た、指定席・グリーン車を利用する場合、別途、指定料金券・グリーン料金券のみで乗車可能だった。
購入できる場所は九州内に限られ、JR九州の駅みどりの窓口、JR九州旅行、その他旅行会社で販売された。
このほか、利用期間中に駅レンタカー・JR九州ホテルで割引特典を受けることが出来た。